# Horst Geckeler
Horst Geckeler (* 4. Oktober 1935 in Sulz am Neckar; † 2. November 2002 in Münster) war ein deutscher Romanist und Sprachwissenschaftler.

## Leben und Werk
Horst Geckeler, Sohn von Hedwig Geckeler, geborene Beilharz, und des Rektors Ernst Geckeler, studierte in Tübingen, Paris, Leicester, Perugia, Siena und Santander Romanistik, Anglistik und Geschichte. Er wurde 1969 als Assistent (seit 1965) von Eugenio Coseriu in Tübingen mit Zur Wortfelddiskussion. Untersuchungen zur Gliederung des Wortfeldes alt, jung, neu im heutigen Französisch (publiziert in München 1971) zum Dr. phil. promoviert. Nach Gastprofessuren in Mérida (Venezuela) (1970–1971) und im spanischen Pamplona (1972) habilitierte er sich 1973 in Tübingen. 1974 lehnte er einen Ruf nach Siegen ab und folgte dem Ruf auf den sprachwissenschaftlichen romanistischen Lehrstuhl in Münster (in der Nachfolge von Heinrich Lausberg). Dort lehrte er als ordentlicher Professor für Romanische Sprachwissenschaft bis zu seiner Emeritierung im Jahr 2000. Geckeler war von 1977 bis 1978 sowie von 1987 bis 1990 Dekan und von 1984 bis 1992 gewählter Fachgutachter der Deutschen Forschungsgemeinschaft. Er war evangelisch, ab 1964 mit Armelle Geckeler, geborene Pilven, verheiratet und lebte in Havixbeck. Er hatte drei Kinder (Tilmann, Eleonor und Alba).

## Schriften
- Zur Wortfelddiskussion. Untersuchungen zur Gliederung des Wortfeldes „Alt-Jung-Neu“ im heutigen Französisch (= Internationale Bibliothek für allgemeine Linguistik. 7, ZDB-ID 120128-1). Fink, München 1971, (Tübingen, Universität, Dissertation, 1969).
  - Teildruck: Strukturelle Semantik und Wortfeldtheorie. Fink, München 1971, (3., unveränderte Auflage. ebenda 1982; ISBN 3-7705-0384-8; spanisch: Semántica estructural y teoría del campo léxico (= Biblioteca románica hispánica. 2: Estudios y ensayos. 241). Versión española de Marcos Martínez Hernández. Revisada por el autor. Gredos, Madrid 1976, ISBN 84-249-0673-X; Reimpression. ebenda 1994).
- Strukturelle Semantik des Französischen (= Romanistische Arbeitshefte. 6). Niemeyer, Tübingen 1973, ISBN 3-484-50067-0.
- als Herausgeber: Strukturelle Bedeutungslehre (= Wege der Forschung. 426). Wissenschaftliche Buchgesellschaft, Darmstadt 1978, ISBN 3-534-06471-2.
- mit Eugenio Coseriu: Trends in structural semantics (= Tübinger Beiträge zur Linguistik. 158). Narr, Tübingen 1981, ISBN 3-87808-158-8.
- als Herausgeber mit Brigitte Schlieben-Lange, Jürgen Trabant, Harald Weydt: Logos Semantikos. Studia linguistica in honorem Eugenio Coseriu 1921–1981. 5 Bände. Gredos u. a., Madrid u. a. 1981, ISBN 84-249-0161-4.
  - als Herausgeber mit Wolf Dietrich: Band 3. Semantik. 1981, ISBN 84-249-0164-9.
- zusammen mit Dieter Kattenbusch: Einführung in die italienische  Sprachwissenschaft (= Romanistische Arbeitshefte. 28). Niemeyer, Tübingen 1987, ISBN 3-484-54028-1 (2., durchgesehene Auflage. Tübingen 1992).
- mit Wolf Dietrich: Einführung in die spanische Sprachwissenschaft. Ein Lehr- und Arbeitsbuch (= Grundlagen der Romanistik. 15). Erich Schmidt, Berlin 1990, ISBN 3-503-02299-6 (6., neu bearbeitete und wesentlich erweiterte Auflage. ebenda 2012, ISBN 978-3-503-13719-0).
- mit Wolf Dietrich: Einführung in die französische Sprachwissenschaft. Ein Lehr- und Arbeitsbuch (= Grundlagen der Romanistik. 18). Erich Schmidt, Berlin 1995, ISBN 3-503-03095-6 (5., neu bearbeitete und erweiterte Auflage. ebenda 2012, ISBN 978-3-503-13720-6).